# Forest Ray Moulton
Forest Ray Moulton (Le Roy (Michigan), 29 de abril de 1872 — Wilmette (Illinois), 7 de dezembro de 1952) foi um astrônomo estadunidense.

## Obras
- An Introduction to Celestial Mechanics (1902; second revised edition, 1914)
- An Introduction to Astronomy (1905)
- Descriptive Astronomy (1912)
- Periodic Orbits (1913)
- Differential Equations (1930)